# Индийски леопард
Индийски леопард (Panthera pardus fusca) е хищен бозайник, член на семейство Коткови, подвид на леопарда. Обитава района на Индийския субконтинент, основно Индия. Това е една от трите съществуваши в Индия големи котки заедно с Азиатския лъв и Бенгалския тигър.

## Разпространение
Основният ареал на разпрастранение на подвида е в Индия. Среща се и в съседни страни като Непал, Бангладеш, Бутан, Пакистан и Южен Китай. Местообитанията му са изключително разнообразни от сухи широколистни гори, пустини екосистеми, тропически гори, северни иглолистни гори, а също и в райони близо до населени места.

## Заплахи за подвида
Въпреки че е най-разпространена от големите котки в Индия, леопардът е застрашен от няколко фактора. Животното споделя местообитанието си с други опасни и конкурираши се за храна видове животни като лъвове, тигри, мечки, вълци, азиатски слонове, хиени и подивели кучета. Тези животни могат да убият както възрастните леопарди, така и неговите малки. Отделно от това основната запла за леопарда представляват хората. В продължение на години той е застрашен, поради загуба на местообитания и бракониерство. Домашният добитък е лесна плячка за леопарда, но това създава конфликт с хората, при което винаги леопарда е от губещата страна. За да се избегнат такива проблеми индийското управление на горите залага капани за улавяне на потенциални жертви на подобни конфликти. След улавяне на животното то бива пуснато в подходяща среда, далеч от хората.